# Jardí d'Alnwick
El Jardí d'Alnwick és un complex de jardins formals adjacents al castell d'Alnwick a la ciutat d'⁣Alnwick, Northumberland, Anglaterra. Els jardins tenen una llarga història sota els ducs de Northumberland, però van caure en mal estat fins a revifar-se al tombant del segle XXI. El jardí compta ara amb diverses plantacions temàtiques dissenyades al voltant d'una cascada d'aigua central. El renaixement dels jardins va provocar diverses disputes públiques entre la duquessa de Northumberland i diversos experts en jardins sobre la preservació i l'ús de fons públics. El jardí ara pertany a un trust benèfic, que està separat de Northumberland Estates, tot i que el 12è duc de Northumberland va donar el lloc de 42 acres (17 ha) i va contribuir amb 9 milions de lliures als costos de reurbanització.

## Història
El primer jardí va ser establert el 1750 pel primer duc de Northumberland, que va emprar Capability Brown, el famós jardiner de Northumberland, per enjardinar el parc al costat del Museu d'Alnwick.
El 3r duc va ser col·leccionista de plantes i va liderar un segle de desenvolupament a Alnwick: va portar llavors d'arreu del món i les pinyes es van criar en hivernacles. A mitjans del segle XIX, el 4t duc va crear un jardí italianitzat amb un gran conservatori i, a finals de segle, els jardins eren més grandiosos, amb topiari de teixos, avingudes de calcàries i hectàrees de flors.
Durant la campanya "Excava per la victòria" de la Segona Guerra Mundial, el jardí va canviar a proporcionar menjar, i poc després l'austeritat del segle xx va veure com el jardí es va anar deteriorant. Va ser tancat com a jardí en actiu l'any 1950.

## Reurbanització
La reurbanització del jardí va ser instigada per Jane Percy, duquessa de Northumberland el 1997, i ha estat dirigida pels paisatgistes belgues Jacques i Peter Wirtz. És el nou jardí més ambiciós creat al Regne Unit des de la Segona Guerra Mundial, amb un cost total de desenvolupament de 42 milions de lliures.
La primera fase de reurbanització, inaugurada l'octubre de 2001, va suposar la creació de la cascada i la plantació inicial dels jardins. El 22 de desembre de 2004 es va obrir un gran complex de cases en l'arbre de 560 m², inclosa una cafeteria. El maig de 2006 es va inaugurar un pavelló i centre de visitants dissenyat per Sir Michael Hopkins i Buro Happold, amb capacitat per a 1.000 persones. El pavelló i el centre de visitants tenen un sostre de quadrícula amb volta de canó. Els jardins inclouen diverses fonts d'aigua, així com jardins arquitectònics, topiaris i portes decoratives.

## Jardí del verí

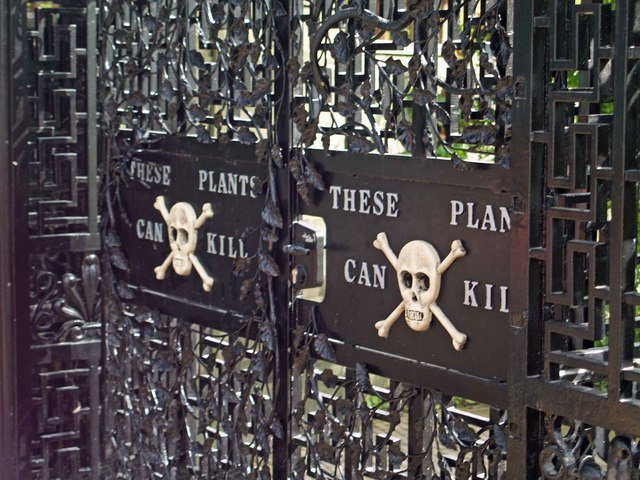
Porta d'entrada al Jardí del Verí

El febrer de 2005 es va afegir un jardí amb plantes intoxicants i verinoses. El jardí va ser pensat per la mateixa duquessa, que volia que el jardí tingués una cosa diferent dels altres jardins. Les espècies del jardí del verí inclouen Strychnos nux-vomica (font d'⁣estricnina), cicuta, Ricinus communis (font d'⁣oli de ricí inofensiu, però també ricina mortal), dedalera, Atropa belladonna (comunament anomenada Deadly Nightshade), Brugmansia i Laburnum. La missió del Poison Garden també inclou l'educació sobre drogues, amb plantacions destacades de cànnabis, coca i la rosella Papaver somniferum. El Poison Garden és ara un dels principals motius pels quals la gent visita els jardins.